# Бразигвайцы
Термином «бразигвайцы» (порт. brasiguaio, исп. brasiguayo) обозначают бразильских мигрантов и их потомков в Парагвае. Термин появился путём совмещения слов «бразильцы» и «парагвайцы». Бразильские мигранты и их потомки сами себя так называют, термин употребляется и за пределами данной группы. Первоначально термин brasiguaio использовался для бразильцев и их потомков, проживающих в восточной части Республики Парагвай, на границе Парагвая с Бразилией, а именно в регионах Альто-Парана (Alto Paraná), Амамбай (Amambay), Канендию (Canindeyú) и Каасапа (Caazapá). Насчитывается около 450 000 brasiguaios / поселенцев. В основном это фермеры со своим хозяйством или просто люди, занимающиеся земледелием. Они все говорят на португальском языке и имеют немецкие, итальянские или славянские корни. Согласно последним исследованиям, так же себя идентифицируют и бразильцы, которые в последнее время возвращаются из Парагвая.
В 1943 году в восточной части Парагвая проживало только 513 бразильцев. В период с 1950 до 1970 года сельскохозяйственная политика обеих стран вызвала наплыв иммигрантов из Бразилии в Парагвай. После мигрантов из южных регионов, которых называют «сулистас» (Sulistas), в Парагвае появилась группа мигрантов с северо-востока Бразилии — «нордестинос» (Nordestinos). Дополнительным фактором, способствовавшим миграции, стала механизация производства сои в штате Парана, которая привела к тому, что большими по площади плантациями владели крупные компании. Мелкие же бразильские фермеры стремились уехать за границу, где земля была дешевле.
Кроме того, многие уезжали в Парагвай из-за строительства гидроэлектростанции Итайпу (1974—1983): фермеры, чьё имущество пострадало от затопления при её строительстве, получили недостаточное вознаграждение для покупки новых земель в Бразилии. Вследствие этого они переезжали в соседний Парагвай, где земля была намного дешевле. К тому же, в 1967 году правительство Парагвая отменило закон, запрещающий покупку земли иностранцами (Конституция 1967 года).
В 1985 года группа бразильцев в Парагвае разбила временный лагерь в городе Новый свет, в Мату-Гросу, на юге страны. Они стали называть себя brasiguaios. В апреле 2015 года группа, состоящая из 1500 семей и самоидентифицирующая себя как brasiguaios, вернулась в Бразилию и сформировала лагерь на границе с Парагваем, в городе Жапоран (Japorã). На данный момент неизвестно настоящее число бразильцев, проживающих в Парагвае, не принимая в расчёт людей, которые называют себя brasiguaios.